# 요하너스 디데릭 판데르발스
요하네스 디데릭 반데르발스(네덜란드어: Johannes Diderik van der Waals, 1837년 11월 23일 ~ 1923년 3월 9일)는 네덜란드의 물리학자이다. 분자의 크기와 분자들 사이의 상호 작용을 고려한 기체 상태방정식을 발견해, 1910년 네덜란드인으로 3번째 노벨 물리학상을 받았다.
반데르발스의 주요 업적은 다음과 같다.
1. 그의 상태 방정식은 기체와 액체를 구별하지 않고 모두 취급할 수 있었다. 이것은 기체와 액체 사이에 연속성이 있다는 것을 나타낸 것으로 완전히 새로운 생각이었다.
2. 그의 상태 방정식은 많은 기체와 액체에 들어맞아, 극히 보편성이 높았다.
3. 이 보편성에 의해 당시 액화되어 있지 않았던 수소나 헬륨의 상태방정식을 예언할 수 있어 저온 물리학으로 가는 길이 열릴 수 있었다. 그 밖에도 이 연구를 발전시켜 혼합기체 이론이나, 액체의 표면장력에 관한 연구도 수행했다.

## 약력과 업적
1837년 11월 23일 네덜란드의 레이던에서 태어나, 거의 독학으로 과학을 공부해 학교 교사가 되었다. 1862년부터 레이던 대학교에서 청강하였으나, 라틴어나 그리스어를 할 수 없기 때문에 정규 시험을 보는 자격은 주어지지 않았지만, 1865년까지 짬을 내서 이곳에서 공부했다.
1864년 데베타 중학교에 부임하여, 중학교 교장이 되었다. 그 직후 법이 개정되어 고전어 시험이 면제되어 판데르발스는 레이던 대학교에 입학할 수 있었다.
판데르발스는 1873년에 박사 학위 논문 「액체와 기체의 연속성에 대해(네덜란드어:  Over de continuïteit van den gas- en vloeistoftoestand)」를 발표하였다. 이 논문에서 판데르발스는 분자 간의 힘과 분자 자신이 차지하는 공간의 크기를 고려해서 기체와 액체의 모두에 적용될 수 있는 반데르발스 상태 방정식을 정의하였다. 제임스 클러크 맥스웰은 네이처에서 이 논문을 다음과 같이 극찬하였다.
"판데르발스란 이름은 곧 분자 과학의 최첨단에 기록될 것이다."
"이 논문은 네덜란드어 학습 유행을 일으키게 할 것이다."
1876년 신설된 암스테르담 대학교의 물리학 교수로 임명되었다. 야코뷔스 헨드리퀴스 판트호프, 휘고 드브리스와 함께 대학의 육성에 힘쓰며 외부로부터의 초대도 마다하고 은퇴할 때까지 머물렀다.
1890년 조사이어 윌러드 기브스의 열역학 이론을 분자계에 이용해 두가지 기체로 이루어진 혼합기체 이론을 발표하였다. 1893년 표면장력에 관한 논문을 발표하였다. 이 논문에서 제시된 「표면 장력은 (Tc - T)α에 비례한다」는 식은 판데르발스 식으로 불리고 있다. 1895년 열역학 퍼텐셜을 운동론의 입장으로부터 다루는 논문을 발표하였다. 「액체 및 기체의 물리학적 상태에 관한 연구」의 공로로 판데르발스는 1910년 노벨 물리학상을 수상하였다.
1923년 3월 9일 암스테르담에서 사망했다. 1937년 암스테르담에서 판데르발스 탄생 백년을 기념하는 국제 회의가 열렸다.

## 배경과 영향
그의 연구의 시작은 분자 운동론으로부터 이상 기체의 법칙을 이끌어낸 루돌프 클라우지우스의 논문이다. 이것에 근거하여 이산화탄소의 상태를 자세하게 조사하고 임계 온도를 구하고 있던 앤드류스의 실험(1869년)을 분자론적으로 설명할 수 없을까 생각했다. 그리고, 이상 기체의 상태 방정식에 분자 간의 인력(반데르발스 힘)과 분자의 크기를 각각 나타내는 두 개의 상수(판데르발스 상수)를 도입하여 실험 결과를 멋지게 설명할 수 있다는 것을 발견했다.
분자 간의 힘과 분자의 크기는 기체에 따라서 다르기 때문에, 원래 그가 발견한 상태 방정식의 상수는 기체마다 다른 값을 가지고 있었다. 그러나 그는 한층 연구를 진행시켜 온도·압력·체적의 척도를 바꾸는 것만으로 많은 기체나 액체의 성질이 같은 상태 방정식에서 나타난다는 법칙을 이끌어냈다. 이 성과에 따라 듀워의 수소 액화나 오너스의 헬륨 액화 방법이 개발되었다.
이 후, 반데르발스 상태 방정식의 오차를 줄이기 위해 클라우지우스 등 수많은 물리학자들이 여러 가지 방정식을 제안하였지만, 분자 간의 힘과 분자의 크기를 고려한다는 판데르발스의 직감은 지금도 그대로 남아 있다.

## 같이 보기
- 반데르발스 상태 방정식
- 반데르발스 힘